# Rhinomolgus
Rhinomolgus is een geslacht van eenoogkreeftjes uit de familie van de Anthessiidae. De wetenschappelijke naam van het geslacht werd in 1918 voor het eerst geldig gepubliceerd door Georg Ossian Sars.

## Soorten
- Rhinomolgus anomalus Sars G.O., 1918